# Grand Rapids Gold
Das Grand Rapids Gold ist ein US-amerikanisches Basketballteam, das seit der Spielzeit 2014/15 am Standort Grand Rapids, Michigan am Spielbetrieb der NBA G-League teilnimmt. Die Heimspiele trägt das Team in der DeltaPlex Arena mit ca. 4.500 Sitzplätzen, in Walker, Michigan aus. Das Team ist seit der Saison 2021/22 ein Farmteam der Denver Nuggets.

## Geschichte
Im April 2014 wurde bekanntgegeben, dass die Springfield Armor an die SSJ Group um Mehrheitseigner Steve Jbara verkauft wurden und zur Spielzeit 2014/15 am Standort Grand Rapids, Michigan am Spielbetrieb der NBA G-League teilnehmen würde. Das Team fungierte von dann bis 2020/21 als exklusives G-League Team der Detroit Pistons.
Der endgültige Name der Mannschaft war in einer Abstimmung durch die Fans aus den Vorschlägen „Drive“, „Chairmen“, „Horsepower“ und „Blue Racers“ ermittelt worden. Am 17. Juni 2014 hatte die G-League und das Team den neuen Namen und das Teamlogo als „Grand Rapids Drive“ bekanntgegeben.
Nach dem NBA-Draft 2014 am 26. Juni 2014 war im darauffolgenden NBA G-League Draft ein aus zehn Spielern bestehender Kader zusammengestellt worden.

## Weblinks

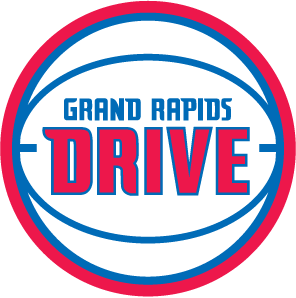
Ehemaliges Logo